# Theuns Jordaan
Theuns Jordaan (Venterstad, 10 de janeiro de 1971 – Porto Elizabeth, 17 de novembro de 2021) foi um cantor, compositor e guitarrista sul-africano. Theuns ganhou 2 discos de platina (vendeu mais de 100 000 de cópias).
Morreu em 17 de novembro aos 50 anos de idade, vitimado por leucemia.

## Discografia
- Vreemde stad (1999)
- Tjailatyd (2002)
- Seisoen (2005)
- Grootste Treffers (2007)
- Bring Jou Hart - met Juanita Du Plessis (2008)
- Driekuns (2009)
- Kouevuur - Die musiek van Koos Du Plessis(2009)